# Sant Miquel de les Canals
Sant Miquel de les Canals és una església romànica ubicada a les Canals de Sant Miquel, al terme municipal de Vilada, el Berguedà que està inventariada com a patrimoni immoble al mapa de patrimoni de la Generalitat de Catalunya amb el número d'element IPAC-3724. Originàriament era utilitzat pel culte catòlic. Està en mal estat de conservació.

## Situació geogràfica i accessos
Sant Miquel de les Canals està a les Canals de Sant Miquel, al sud del Pantà de la Baells. S'hi arriba des d'una pista forestal que surt del km 39 de l'antiga carretera C-1411 entre Gironella i Cal Rosal, que és la que mena a Sant Pere de la Portella però 3 km abans d'arribar a la Portells s'ha de girar a una altra pista a l'esquerra.
Està situada al bell mig d'uns planells dalt de tot d'una carena, amb un paisatge obert, a 1.000 m d'alçada, a tocar d'una casa de pagès.

## Descripció i característiques
Sant Miquel de les Canals és un temple de reduïdes dimensions, només té una nau coberta amb volta de canó i acabada amb un absis cobert amb volta de quart d'esfera, situat a llevant. El portal principal d'arc de mig punt adovellat, actualment està tapat. L'actual porta d'accés és posterior, i està situada al mur frontal, sota del campanar d'espadanya.

## Història
Sant Miquel de les Canal és un edifici del segle XII